# Poissy

Willa „Savoye” - modernistyczna willa w Poissy, zbudowana według projektu Le Corbusiera.

Poissy – miejscowość i gmina we Francji, w regionie Île-de-France, w departamencie Yvelines. Przez miejscowość przepływa Sekwana.
Według danych na rok 1990 gminę zamieszkiwało 36 745 osób, a gęstość zaludnienia wynosiła 2767 osób/km² (wśród 1287 gmin regionu Île-de-France Poissy plasuje się na 54. miejscu pod względem liczby ludności, natomiast pod względem powierzchni na miejscu 225.).
W Poissy znajduje się jedna z najważniejszych realizacji modernistycznych na świecie - Willa „Savoye” projektu Le Corbusiera z lat 1928–1931.